# Rotruda (filla de Carlemany)
Rotruda (vers 775- † 6 juny de 810) fou filla de Carlemany i d'Hildegarda de Vintzgau (de la família dels agilolfing), promesa a l'emperador romà d'Orient Constantí VI, però l'emperadriu Irene d'Atenes, mare de Constantí, va fer trencar les esposalles del seu fill el 788.
Esdevinguda lliure, Rotruda va esdevenir l'amant del comte Rorgó I del Maine. D'aquesta relació il·legítima va néixer un fill, Lluis, (vers 800 - † 867), que fou abat de Saint-Denis i canceller de Carles II el Calb.
És possible que hagi tingut d'aquesta relació una filla que es podria dir Adeltruda, casada amb Gerard d'Alvèrnia, comte d'Alvèrnia i mare de Rainulf, comte de Poitiers (vers 815 † 866).